# Rochelia persica
Rochelia persica är en strävbladig växtart som beskrevs av Bge. och Pierre Edmond Boissier. Rochelia persica ingår i släktet Rochelia och familjen strävbladiga växter. Inga underarter finns listade i Catalogue of Life.